# Фандил Кордовский
Фандил (Фандила, Фандилас) (лат. Fandilus, Fandilas, 815, Гуадис, Андалусия — 13 июня 853, Кордова, Андалусия) — святой Римско-Католической Церкви, священник, мученик.

## Биография
Фандил был воспитан в монастыре в Кордове. Был монахом в аббатстве Святого Искупителя в Пеньямларии, около Кордовы, где принял рукоположение в священника. Во время преследования христиан при правлении Мухаммада I был приговорен к смертной казни за исповедание христианства и оскорбление пророка Мухаммеда. Фандила обезглавили, а его тело было выставлено на публичное обозрение. Его мученичество описал святой Евлогий в своем сочинении «Воспоминания о святых».

## Источник
- Kenneth Baxter, Christian Martyrs in Muslim Span, Cambridge University Press, 1988 (недоступная ссылка)  (англ.)